# 국제 수영 명예의 전당

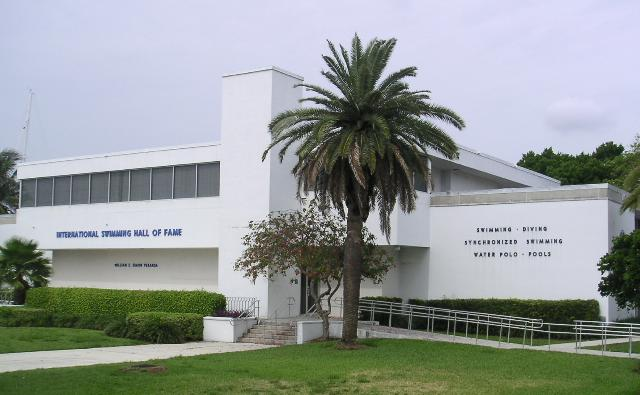

국제 수영 명예의 전당(International Swimming Hall of Fame) 또는 국제 수영 명예의 전당 및 박물관(International Swimming Hall of Fame and Museum, ISHOF)는 미국 플로리다주 포트로더데일의 원 홀 오브 페임 드라이브(One Hall of Fame Drive)에 위치한 역사 박물관이자 명예의 전당으로, 민간 이익에 의해 운영되고 수영 연구의 중심지 역할을 한다. 미국과 전 세계 수영의 역사. 전시품에는 수영 역사(고대부터 현대까지)의 유명한 순간을 묘사한 고대 예술품과 복제품 및 원본 예술품, 수영복, 시민권뿐만 아니라 수중 스포츠를 장려하거나 뛰어난 인물의 기념품과 유물도 포함된다. FINA(세계 수영 연맹)가 수상 스포츠 공식 홀로 인정한 곳이다.

## 후보
- 수영 (스포츠)
- 마라톤 수영
- 다이빙
- 수구
- 아티스틱스위밍
- 패럴림픽
- 코치
- 컨트리뷰터
- 파이오니어